# Konishi Raizan

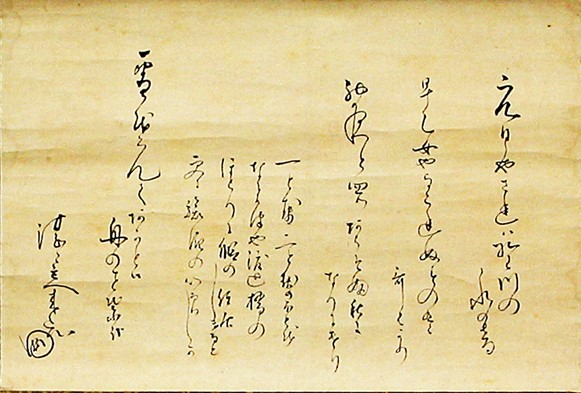
Gedichtblattl von Konishi Raizan

Konishi Raizan (japanisch 小西 来山; geboren 1654 in  Osaka (Provinz Settsu); gestorben 16. November 1716 daselbst) war ein japanischer Haiku-Poet der mittleren Edo-Zeit.

## Leben und Wirken
Konishi Raizan war allgemein bekannt unter dem Vornamen Iemon (伊右衛門). Weitere Go sind Manpei (満平), Jūmandō (十萬堂), Tanō (湛翁) und Tantanō (湛々翁). Er war Sohn eines Arzneimittelhändlers im Stadtteil Awaji-chō (淡路町) von Osaka. Haiku-Dichtung studierte er bei Maekawa Yoshihira (前川 由平; gest. 1707), der seinerseits ein Schüler von Nishiyama Sōin (1605–1682) war, der die Danrin-Schule (談林派) des Haiku begründet hatte. Schließlich studierte er bei Nishiyama selbst. Er war schon in jungen Jahren sehr aktiv und spielte eine Rolle als bedeutender Haiku-Dichter in Osaka.
Besonders hervorzuheben sind Konishis Aktivitäten um 1690, so  dass er als repräsentativer Haiku-Dichter unter den damaligen Osaka-Meistern angesehen werden kann. 1692 veröffentlichte er „Haikai Sanbutsu“ (俳諧三物). Seine sechs Gedichte stehen am Anfang des Buches, das daneben auch Gedichte von Freunden und Schülern  enthält. Danach gibt es keine Sammlung mehr, die er selbst ausgewählt hat. Von diesem Zeitpunkt an begann er jedoch, ein vielseitiger Haiku-Dichter zu werden, und 1697 erreichte seine Produktion einen Höhepunkt.
Zu Konishis Lebzeiten wurden etwa 130 verschiedene Haiku-Sammlungen veröffentlicht, wobei es 50 weitere geben soll. Er war ein repräsentativer Haiku-Poet in Osaka, und er war ein Dichter, der die Veränderungen in der Haiku-Welt rund um die Genroku-Ära (元禄; 1688–1704) brillant widerspiegelte, vom Haikai bis zum Zappai (雑俳), wie es damals Mode war. Ein weiteres Werk ist „Hachigojū-in“ (大坂八五十韻) – etwa „Osaka in 850 Reimen“.